# Valle del Mayo
El valle del Mayo se encuentra en el sur del estado de Sonora en la región noroeste de México. Se extiende por los territorios de los municipios de Navojoa, Etchojoa, Huatabampo y parte del sur de Álamos. Colinda al norte y este con la sierra de Álamos al oeste con el valle del Yaqui en el municipio de Benito Juárez y al sur con el Golfo de California. Su nombre proviene por la etnia indígena mayo que habita la zona desde el año 180 a. C. y por el curso del río del mismo nombre, el río Mayo cruza el valle de noreste a sur, desde que sale de la presa Adolfo Ruíz Cortínez (El Mocúzari) hasta que desemboca en el estero El Elote en el golfo de California, territorio del municipio de Huatabampo.
El territorio se conoce por su gran fertilidad, por lo que el uso de su suelo es casi completamente con fines agrícolas y de ganadería.